# ヤン・ボト
ヤン・ボト（Jan Dirksz. Both、1610年から1618年の間生まれ、1652年8月9日没）はオランダの画家、版画家である。イタリアの風景を題材に描いた17世紀のオランダ画家の一人である。

## 略歴
ユトレヒトで生まれた。父親は工芸家で、兄弟に風俗画の画家になるアンドリエス・ボト(Andries Both: 1612/1613–1642)がいる。父親から美術を学んだ後、アブラハム・ブルーマールトの工房で学んだ。16030年代の前半に兄弟はフランスを経由してイタリアに修行に出た。ユトレヒトの人物画家、ヘラルト・ファン・ホントホルストにも学んだともされている。
1638年にアンドリエス・ボトとローマで一緒に活動するようになり、アンドリエスはバンボッチオ（ピーテル・ファン・ラール）の追随者として風俗画を専門とし、ヤン・ボトはクロード・ロランの影響を受けて風景画家となった 。ローマで働くオランダやフランドル出身の画家達のグループ、「Bentvueghels」はお互いを仇名で呼び合うのが通常であったがポト兄弟の仇名は知られていない。
1639年にヤン・ボトはヘルマン・ファン・スワーネフェルト、クロード・ロランとマドリードのブエン・レティーロ宮殿のための装飾画を描いた。1641年にヤン・ボトはユトレヒトに戻るが、1642年にアンドリエス・ボトはヴェネツィアで事故で亡くなった。
ヤン・ボトの風景画の作品はアルベルト・カイプなどの多くのオランダの画家に影響を与えたとされる。弟子にはBarend Bispinck (1622–after 1658)やWillem de Heusch (c. 1625–1692)、ヘンドリク・フェルスフリング(Hendrik Verschuring: 1627–1690) がいる 。

## 作品

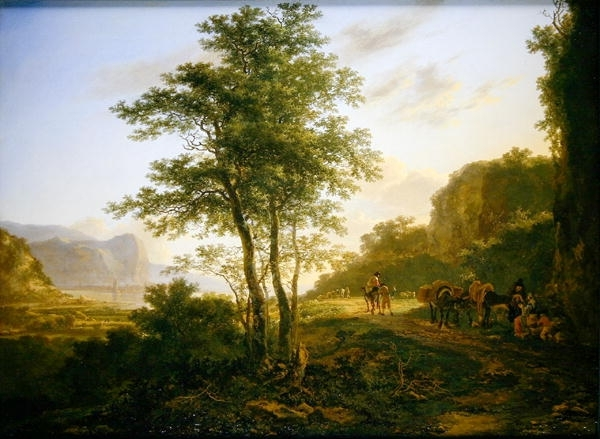
『小径を行く旅人のいる風景』個人蔵
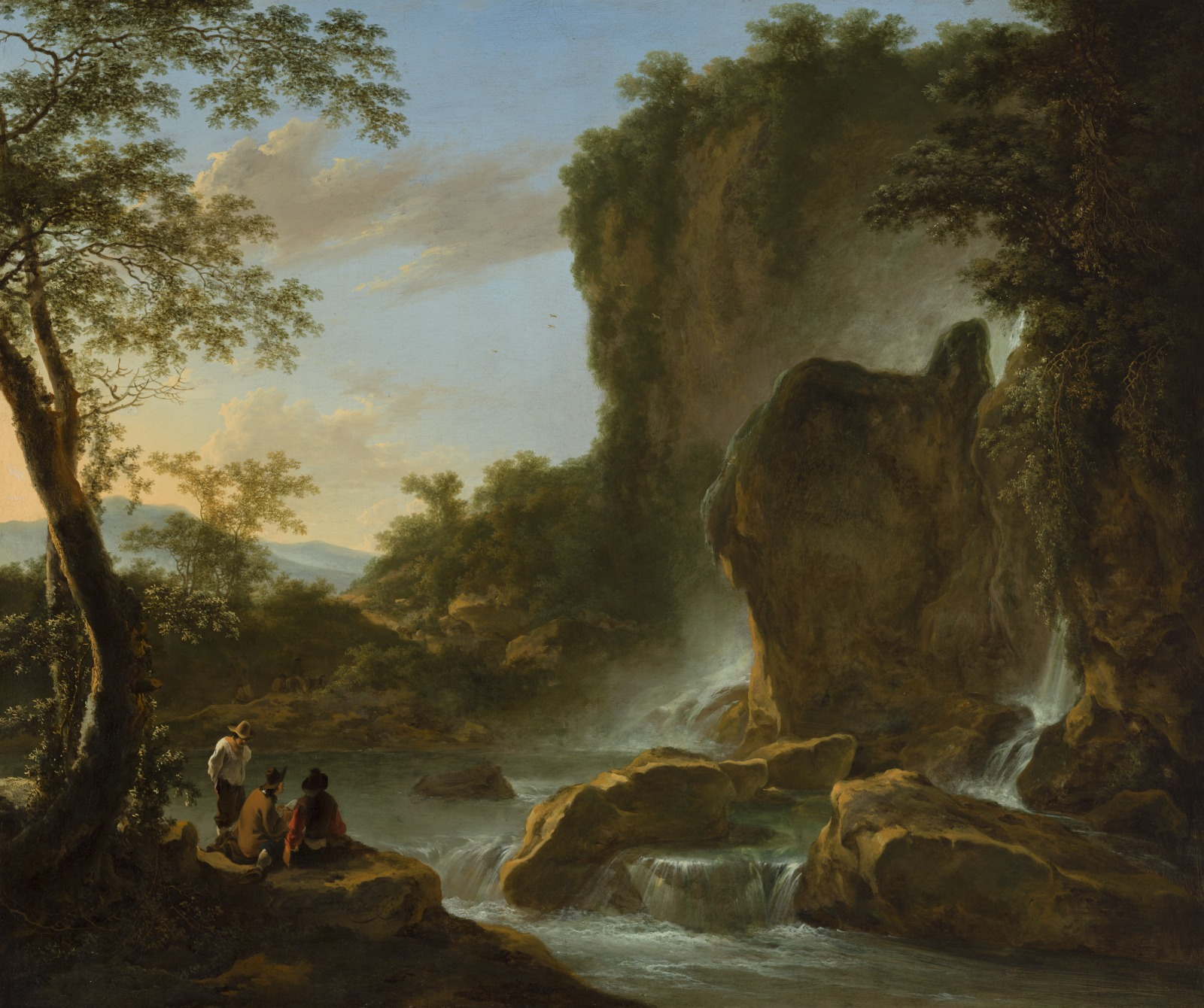
『絵描きのいるイタリアの風景』
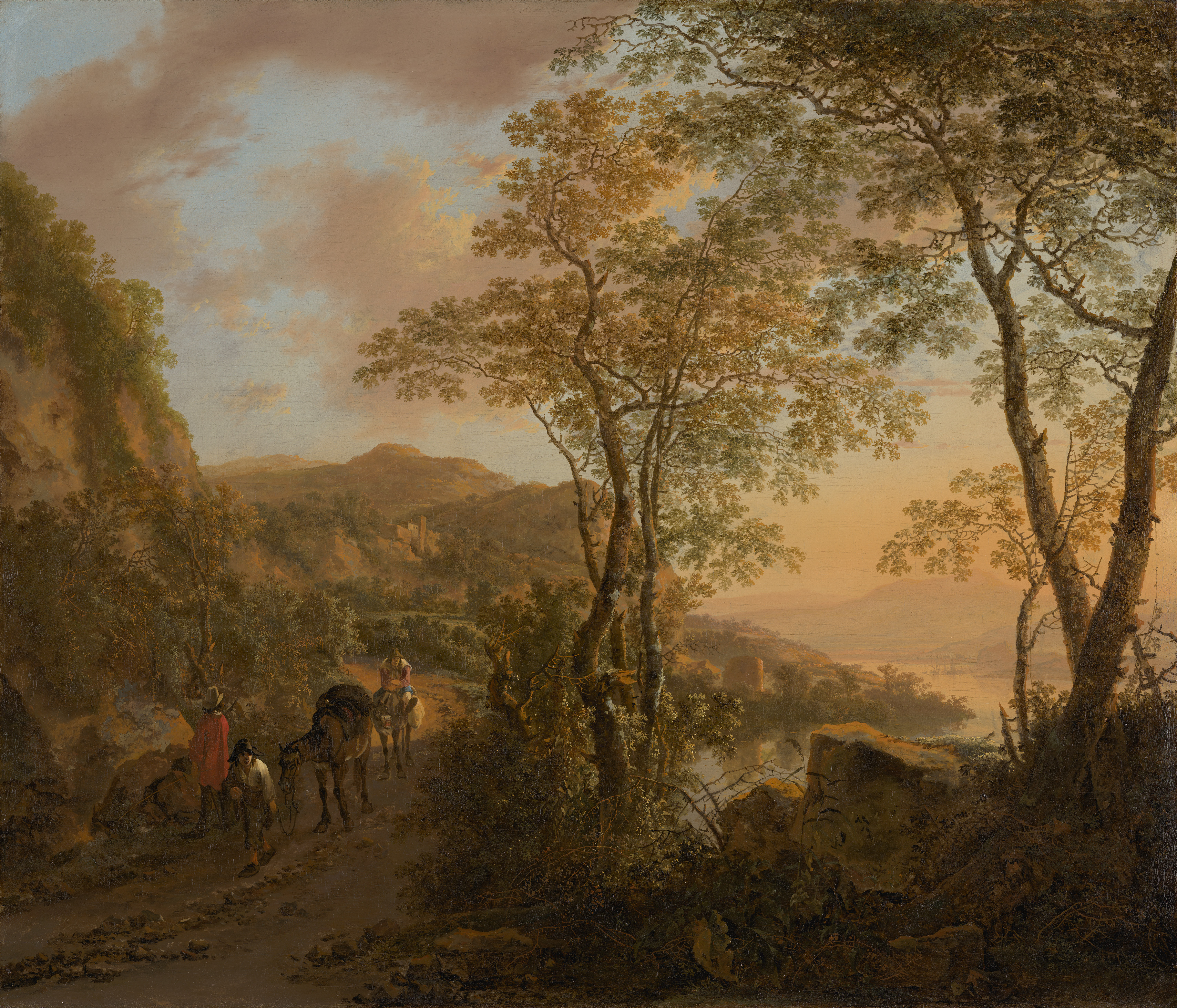
『イタリア風の風景』マウリッツハイス美術館、デン・ハーグ
『写生する人のいるイタリアの風景』アムステルダム国立美術館
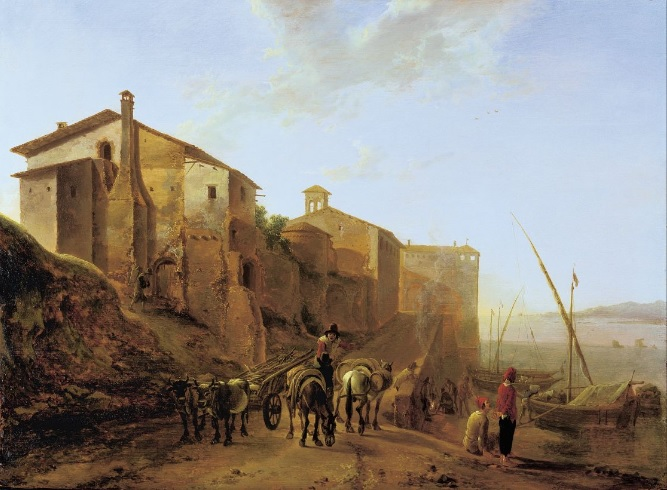
『ローマのリーパ・グランデの風景』